# 宝云街道
宝云街道，是中华人民共和国云南省曲靖市会泽县下辖的一个街道办事处。
2013年10月20日，云南省人民政府批复同意撤销金钟镇，设立金钟街道、古城街道、宝云街道。

## 行政区划
宝云街道下辖以下地区：
仙龙社区、土城村、马武村、赵家村、头塘村、华泥村、扯戛村、拖姑村、小村子村、普珠村、治都村、三道村、卡郎村和交支村。